# Schenut
Schenut (teilweise auch unter Senut veröffentlicht) repräsentierte in der ägyptischen Mythologie eine Gottheit der Verstorbenen. Er gehörte zu der Göttergruppe, die den göttlichen Leib von Osiris begleiteten und gegen Feinde schützten. Zusätzlich trug er den Titel „der die Menschen auferstehen lässt“.  
Schenut ist bereits seit dem Mittleren Reich gut belegt. Als Hofstaat der Göttertriade Hathor, Ihi und Hor-Behedeti war er entsprechend in seinen Hauptkultorten Edfu und Dendera beheimatet.
In der griechisch-römischen Zeit erfuhr Schenut als „Schützer des Osiris“ zusammen mit den „großen Mächten von Edfu und Dendera sowie den Fürsten von Himmel und Erde“ als Hofstaat des Horus von Edfu eine besondere Verehrung.